# Jožef Velker
Jožef Velker (szerb cirill betűkkel: Јосиф Велкер, Josip Velker, magyarul: Welker József; Sóvé, 1912. december 5. – Huntsburg, 1995. november 29.) jugoszláv válogatott labdarúgó, csatár.

## Pályafutása

### Klubcsapatban
Velker 1931-ben az Újvidéki AC csapatában kezdett el futballozni, majd 1937 és 1941 között a városi rivális Vojvodina csapatában szerepelt. 1941-ben ismét az Újvidéki AC labdarúgója lett, amely akkoriban a magyar élvonalban szerepelt; Velker ötven élvonabeli mérkőzésen huszonkét gólt szerzett 1941 és 1944 között. 1945-ben visszaigazolt a jugoszláv Vojvodina csapatához, 1951-ben vonult vissza a csapattól.

### A válogatottban
1938 és 1940 között három mérkőzésen lépett pályára a jugoszláv labdarúgó-válogatottban, két gólt szerzett.

#### Mérkőzései az jugoszláv válogatottban
| Jugoszlávia | Jugoszlávia          | Jugoszlávia                            | Jugoszlávia   | Jugoszlávia | Jugoszlávia | Jugoszlávia | Jugoszlávia | Jugoszlávia |
| #           | Dátum                | Helyszín                               | Hazai         | Eredmény    | Vendég      | Kiírás      | Gólok       | Esemény     |
| ----------- | -------------------- | -------------------------------------- | ------------- | ----------- | ----------- | ----------- | ----------- | ----------- |
| 1.          | 1938. szeptember 25. | Varsó, Józef Piłsudski marsall Stadion | Lengyelország | 4 – 4       | Jugoszlávia | barátságos  | 2           | 44' 62'     |
| 2.          | 1940. szeptember 22. | Belgrád                                | Jugoszlávia   | 1 – 2       | Románia     | Duna-kupa   | -           |             |
| 3.          | 1940. szeptember 29. | Budapest, Üllői úti pálya              | Magyarország  | 0 – 0       | Jugoszlávia | barátságos  | -           |             |
|             | Összesen             |                                        |               | 3           | mérkőzés    |             | 2           | gól         |